# نیکان (خمیر)
نیکان روستای کوچکی از توابع بخش رویدر شهرستان خمیر استان هرمزگان ایران است.
در دوکیلومتری رودبار واقع شده‌است.

## جمعیت
جمعیتش ۸۷ نفر (۱۶ خانوار) است که از اهل سنت و از شاخه شافعی هستند یعنی از پیروان امام محمد ادریس شافعی هستند.
دارای یک باب مسجد، و یک باب مدرسه، و آب انبار «برکه» است؛ و ۵۰۰ اصله نخل و ۱۰۰ من زمین زیر کشت دیم است.

## پیشه
پیشه مردم این روستاها کشاورزی و دامداری است.

## محدودهٔ نیکان
از شمال پیامبران، از جنوب تنگ گچ، از مغرب گوین، و از سمت مشرق به کرویه محدود می‌گردد.